# Неделчо Михайлов
Неделчо Михайлов Димов е български общественик, политик, журналист и телевизионен водещ.

## Биография
Роден е на 19 март 1965 г. във Варна. Изучава богословие в Шуменския университет, но впоследствие записва специалност „Право“ във Варненския свободен университет. От 1991 г. участва активно в музикалната група LOST, с която по-късно издава плоча. През 1993 г. започва работа в радио Канал ком, а скоро след това и в телевизия MSAT, където по-късно става водещ на предаването „БГ шоу“. По това време пише и за вестник „Полет“. През 2009 г. създава телевизия Черно море и е неин директор.
В периода 2003 – 2007 г. е независим общински съветник и заместник-председател на Общинския съвет на град Варна. През май 2007 г. основава политическа партия „Движение Нашият град“. Същата година е избран и за председател на постоянната комисия „Европейски въпроси и международно сътрудничество“ в Общинския съвет на Варна. В периода 2011 – 2015 г. е кмет на район „Владислав Варненчик“ във Варна. През 2020 г. издава книгата си „Балкански буквар“.
Умира на 22 септември 2021 г. след прекаран инсулт.